# Лившиц, Яков Абрамович
Яков Абрамович Ли́вшиц (3 января 1897 — 1 февраля 1937) — советский государственный деятель, в 1935—1936 годах — заместитель народного комиссара путей сообщения СССР. Осужден на Втором Московском процессе. Расстрелян по приговору суда. Реабилитирован посмертно.

## Биография
Яков Абрамович Лившиц родился в 1897 году в городе Мозырь Минской губернии (но в документах родители записали 1896 годом, чтобы на год раньше пройти воинскую повинность) в еврейской семье. После смерти отца мать с четырьмя детьми осталась без средств существования и работала домработницей и кухаркой. Семья считалась беднейшей в Мозыре. Старший брат погиб в 1915 году на Первой мировой войне. В ряде источников указано, что отец был учетчиком на спичечной фабрике Мозыря. Сведения о том, что отец был учителем, возможно, вызваны просто ошибкой прочтения рукописных записей в анкете.
С 1912 году работал токарем на заводах Одессы, Витебска, Киева, Мозыря, Гомеля, Смоленска. В 1913—1915 годах был членом партии социалистов-революционеров. В марте 1917 года вступил в партию большевиков и был избран в Мозыре в Совет рабочих и солдатских депутатов. «Он уже знал книги Ленина и вел борьбу с эсерами, возглавлявшими местный Совет. Наносил чувствительные удары меньшевикам, бундовцам, сионистам. На митингах в мастерских, на фабрике говорил сильно, убедительно, запоминался надолго. В кармане куртки у него всегда была какая-нибудь брошюра Ленина, и он читал вслух выдержки из неё…». «В мае 1917 г. на фабрике „Молния“ была создана большевистская ячейка. В неё входили рабочие Третьяков, Лившиц, Виктор Чернецкий, Лерман, Фридман, Кирпичников и Виршиц. Председателем ячейки был избран Лившиц, секретарем — Виршиц. Судьба многих первых большевиков сложилась трагически. В борьбе за власть Советов погибли Третьяков, Лерман, Фридман. В 1920 году белополяки повесили Кирпичникова». Принимал участие в Гражданской войне.

Яков Лившиц

В 1918 году направлен в Киев на подпольную работу, поступил на службу в Чрезвычайную Комиссию, работал в её украинских подразделениях.
В 1919 году — подпольный комендант Подола, сотрудник, зав. разведкой, зав. инспекторского отдела по особым делам, начальник секретно-оперативного отдела Киев. губернской ЧК. К этому периоду относится характеристика Лившица, данная в т. н. «показаниях Валера»: «сильный оратор среди рабочих кругов. Хороший знаток дискуссий междупартийных. Любимый его революционный вождь — Бронштейн („Троцкий“). Не будучи членом комиссии, он обладал колоссальным влиянием на дела „чека“. Жестокий до беспредельности. Лившиц во всякое дело вкладывал массу необузданной страстности. Несмотря на всю несовершенность природы, — этот человек был идейным представителем коммунистической партии большевиков. В расстрелах жертв „чека“ участвовал не как гастролер, а как профессионал». «Деятельность „губчека“ за этот период выразилась в организации массовых арестов, основанных на классовой борьбе и беспощадных арестах и расправах с бандитами».
С августа 1919 — заместитель председателя, затем председатель Черниговской губ., председатель Донец. губернской ЧК; с февраля 1920 — зам. председателя, с апреля 1920 — председатель Харьков. губернской ЧК; С июня 1920 — нач. оперативного штаба Центр. управления ЧК при СНК УССР; с августа 1920 — председатель Черниг. губернской ЧК.
В 1920—1921 годах работал председателем Киевской губчека. В ноябре 1920 командирован в распоряжение ЦК КП (б) У; впоследствии — председатель Чрезвычайной разгрузочной комиссии Харьков. узла. С марта 1921 — председатель Киев. губернской ЧК (с апреля 1922 — Киев. губернский отдел Государственного политического управления УССР).
Украинский историк О. Бажан отмечает: "Значительную роль в разгроме украинского повстанческого движения в регионе сыграл Яков Абрамович Лившиц, который с 1921 г. по октябрь 1922 г. возглавлял Киевскую ГубЧК. Известно, что он вместе с заместителем начальника Особого отдела Киевского военного округа Л. Ивановым, начальником оперотдела ВУЧК М. Фриновским и начальником кавалерийской дивизии Г. Котовским входил в состав «чрезвычайной пятерки», которая под председательством помощника командующего Киевским военным округом И. Гарькавого 22 ноября 1921 г. в поселке Базар  приговорила к смерти 359 участников Второго зимнего похода. Под руководством Я. Лившица в 1922 г. Киевская ГубЧК провела ряд успешных оперативных комбинаций, в результате которых удалось в январе 1922 г. захватить в плен командующего повстанческого Северного фронта Правобережной Украины, петлюровского полковника Орлика (Федора Артеменко), разоблачить в начале марта 1922 г. тайную военно-политическую группировку — "Казачья рада Правобережной Украины" (по делу проходило 87 человек, из которых 48 приговорены к расстрелу) и подпольную петлюровскую организацию «8-й повстанческий район» (на скамье подсудимых оказались 123 человека). За борьбу с «бандитизмом и петлюровщиной» «умелый организатор» (как указано в служебной характеристике) Лившиц был награждён золотыми часами и  орденом Красного Знамени" (из наградного листа на Я. А. Лившица, подписанного в 1923 году начальником ГПУ Украины В. Н. Манцевым: «Возраст — 26 лет. Семейное положение — женат, имеет ребёнка. Образование — домашнее. Будучи председателем Киевского губотдета ГПУ, тов. Лившиц сумел настолько нацелить аппарат на борьбу с бандитизмом, что все дела этих организаций становились известны губотделу, который выбирал подходящий момент для их ликвидации. За истекший год, тов. Лившицем ликвидирован целый ряд подпольных контрреволюционных организаций, уничтожен ряд видных атаманов, чем окончательно был ликвидирован бандитизм в Киевской губернии…»).
С октября 1922 года работал в аппарате ЦК КП(б)У.
В 1923—1924 годах занимал должности заместителя председателя Главного политического управления Украинской ССР и начальника Секретно-оперативной части ГПУ УССР. Уволился из ГПУ, не сработавшись с председателем ГПУ УССР В. А. Балицким. П. А. Судоплатов назвал Я. А. Лившица в числе своих учителей.
С 1924 года — зам. управляющего трестом «Донуголь» в Харькове. В 1927—1929 годах был командирован в Германию для закупки шахтного оборудования.
Автор сценария фильма «П. К. П.» (Пилсудский купил Петлюру), вышедшего на экраны в 1926 г. 
Дружил с командармом И. Э. Якиром, Григорием Котовским, Яном Гамарником, руководителем Кабардино-Балкарии Беталом Калмыковым, геологом Борисом Вронским, Иосифом Махом, Ефросиньей Глузской.
В 1920 году участвовал в оппозиции в Харькове по профсоюзному вопросу. В 1923—1928 годах участвовал в троцкистской оппозиции. В 1927 году был исключён из ВКП(б), но в 1928 году вновь восстановлен.
В 1929—1930 годах — управляющий «Шахтстроя» (Государственного треста по сооружению шахт для каменноугольной промышленности Сибири, Урала и Дальнего Востока ВСНХ СССР). 
С началом индустриализации Я. А. Лившица назначают помощником начальника Харьковского тракторного завода. Строительство этого предприятия осуществлено в рекордно короткий срок: в 1930 году началось, а 1 октября 1931 года закончено. «За умелую и энергичную подготовку строительства», как сказано в Постановлении Президиума ЦИК Союза ССР, Я. А. Лившиц был награждён Орденом Ленина. Имя Лившица было выгравировано золотыми буквами на Доске Почета завода.
В 1930-е годы работал в народном комиссариате путей сообщения.
В 1930—1935 году последовательно занимал должности начальника Южной, Северо-Кавказской и Московско-Курской железных дорог. В это время в "Правде" появились публикации Я. Лившица по вопросам железнодорожного транспорта.
В 1935—1936 годах занимал пост заместителя народного комиссара путей сообщения СССР. 5 апреля 1936 года в «Правде» опубликовано постановление о награждении железнодорожников: «За перевыполнение государственного плана железнодорожных перевозок 1935 года и I квартал 1936 года, за достигнутые успехи в деле лучшего использования технических средств железнодорожного транспорта и его предприятий». 1935 год был первым годом, когда транспорт выполнил намеченное задание. В числе награждённых орденом Трудового Красного Знамени был и Я. А. Лившиц.
Участник XVII съезда ВКП(б) в 1934 году («съезд расстрелянных»).
Адрес проживания в Москве: ул. Лесная, д. 41.
Биографическая сводка из книги В.К. Скоркина "Обречены проиграть (Власть и оппозиция 1922-1934)" (Москва, 2011. Сс. 622-623):
ученик токаря механических мастерских Дашкевича, г. Мозырь 06.1909-04.1912, токарь механического завода, г. Одесса 04.1912-10.1913; токарь механической мастерской Дашкевича, г. Мозырь 10.1903-08.1914; член ПСР 1913-1915; токарь спичечной фабрики «Молния», г. Мозырь 08.1914-11.1915; смазчик и машинист парохода «Скорый» Киевского пароходного общества, г. Киев 11.1915-12.1916; токарь спичечной фабрики «Молния», г. Мозырь 01.17-04.18; член Мозырского Совета рабочих и солдатских депутатов 02.17- 04.18; при немецкой оккупации работал в подполье, г. Мозырь 04.18- 05.18; на подпольной работе, г. Киев 05.18-03.19; зав оперативным отделом Киевской губ. ЧК 04.19-04.19; зам пред. Киевской гор. ЧК, зав СОО 04.19-07.19; член коллегии Киевской губ. ЧК 08.19-08.19; член коллегии Черниговской губ. ЧК, зав иногородним отделом 08.19-09.19; зам пред. Волынской губ. следственной комиссии, г. Житомир 09.19- 12.19; зам пред. Киевской губ. ЧК 12.19-04.20; зам пред. Харьковской губ. ЧК 04.20-07.20; пред. Харьковской губ. ЧК 07.20-12.08.20; нач. оперативного штаба ВУЧК, г. Одесса 08.20-10.20; пред. Черниговской губ. ЧК 18.08.20-01.21; токарь паровозостроительного завода, г. Харьков 01.21- 04.21; пред. Киевской губ. ЧК 04.21-22.03.22; нач. Киевского губ. отдела ГПУ 22.03.22-16.09.22; инструктор ЦК КП(б)У 10.22-12.22; учился на курсах ЦК КП(б)У, г. Харьков 12.22- 07.23; член коллегии ГПУ Украинской ССР 19.09.23-14.02.24; нач. СОЧ ГПУ УССР 19.09.23-14.02.24; троцкист 1923-1924; сотрудник внешторга, г. Харьков 03.24-01.25; член правления Госторга Украинской ССР 01.25-05.25; зав подсобными предприятиями треста Донуголь 05.25-04.27; троцкист 1926-1928; вел нелегальную работу в Харькове; зам управляющего строительством треста Донуголь 26- 26; директор Краматорского завода 26-03.27; торгпред УССР и уполном. треста «Донуголь» в Германии 04.27-01.28; управ,\яющий Амурским мукомольным трестом, г. Благовещенск 01.28-05.28; решением Харьковской окр. КК в 02.1928 исключен из ВКП(б) за троцкизм; представитель треста Донуголь в Берлине 05.28-07.29; восстановлен в ВКП(б) в 02.1929; управляющий трестом Шахтстрой, г. Харьков 07.29-01.30; зам нач. строительства Харьковского тракторного завода 01.30-05.30; нач. строительства Харьковского тракторного завода 05.30- 07.30; директор Южных железных дорог 07.30- 07.33; нач. Южной железной дороги 07.30-16.12.33; нач. Северо-Кавказской железной дороги 16.12.33- 21.05.35; нач. Московско-Курской железной дороги 21.05.35-4.08.35; 2-й зам наркома путей сообщений СССР 4.08.35- 14.11.36; фактически отстранен от должности в сентябре 1936 после «очной ставки с Голубенко и Логиновым»; направлен на 2 месяца на Дальний Восток для подготовки железной дороги к зиме; арестован 16.11.36 в г. Хабаровске; решением ВК Верховного Суда СССР осужден на процессе 23-30.01.37 к ВМН; приговор исполнен 1.02.37; решением пленума Верховного Суда СССР 13.06.88 приговор отменен и дело прекращено за отсутствием состава преступления, реабилитирован. Награды: орден Красного Знамени 1921; орден Ленина 1931; орден Трудового Красного Знамени 5.04.36; знак Почетный работник ВЧК-ГПУ (V) №514. Источники: РГАСПИ, регбланк 1936; РГАСПИ, ф.17 оп.114, д.2; Личное дело сотрудника ОГПУ.

## Арест и смерть
После ареста в 1936 г.  Голубенко и Логинова, которые дали показания против своего старого друга Я.А.Лившица, он написал письма Кагановичу и Сталину в свою защиту с опровержением их показаний. 
16 ноября 1936 года был арестован по делу «Параллельного антисоветского троцкистского центра», проходил обвиняемым по Второму Московскому процессу. Следствие по делу велось ускоренными темпами, необъективно, с грубейшими нарушениями законности. Аресты ряда обвиняемых, включая Лившица, были произведены без санкции прокурора. Лившиц, как и зам. начальника Свердловской железной дороги И. Д. Турок обвинялись, в частности, в ведении шпионско-вредительской деятельности в пользу Японии и получении от «господина Х» денег в сумме 35 тыс. руб. Сотрудники японского посольства подготовили документы, которые доказывали, что «господин Х» — японский посол в указанный следствием момент передачи денег находился в другом месте. Признательные показания от Я.А.Лившица следствию удалось выбить только в январе 1937 г.
По воспоминаниям Н. С. Хрущева реабилитировать Лившица старался в своем предсмертном письме В. Я. Фурер: «Нашли очень пространное письмо, адресованное Сталину и другим членам Политбюро. Его самоубийству предшествовал арест Лившица. Лившиц был заместителем наркома путей сообщения. Это был очень активный человек, чекист во время Гражданской войны. Я его по той поре не знал, но говорят, он слыл очень активным работником. Когда-то он поддерживал Троцкого, но в годы, когда он являлся заместителем наркома, стоял, как считалось, на партийных позициях. Вопрос о троцкизме сошел со сцены и не являлся предметом диспута, это вообще был пройденный этап в жизни Лившица, осужденный и сброшенный со счетов. Но этот факт висел над Лившицем, а они были с Фурером большие друзья. Потом ещё кого-то арестовали, тоже из группы, близкой к Фуреру и Лившицу. Письмо Фурера было посвящено, главным образом, реабилитации Лившица. Видимо, этот документ сохранился в архиве. Автор очень расхваливал Лившица, что это честный человек, твердо стоит на партийных позициях, он не троцкист. Одним словом, в вежливой форме, не оскорбительной (потому что Сталину пишет) он хотел подействовать на Сталина, чтобы тот изменил свою точку зрения и прекратил массовые аресты. Фурер считал, что арестовывают честных людей. Автор заканчивал тем, что решается на самоубийство, так как не может примириться с арестами и казнями невинных людей. О Сталине он говорил там тепло. Вообще в письме он давал всем членам Политбюро довольно-таки лестную характеристику. Я привез это письмо Кагановичу. Каганович зачитал его при мне вслух. Он плакал, просто рыдал, читая. Прочел и долго не мог успокоиться. Как это так, Фурер застрелился? Видимо, он действительно очень уважал Фурера. Тут же Каганович сказал мне: „Вы напишите маленькое письмецо Сталину и разошлите его всем членам Политбюро“. Я так и сделал. Несмотря на то, что при самоубийствах партийные организации отстранялись от похорон, Фурера хоронили именно мы, партийная организация, то есть Московский комитет.»
4 января 1937 года М.Н.Троицкая написала письмо Л.М.Кагановичу в защиту Я.А.Лившица и В.Я.Фурера. 
29 января 1937 года 13 подсудимых из 17, в том числе и Лившиц, были приговорены Военной коллегией Верховного Суда СССР к высшей мере наказания — смертной казни через расстрел. 
1 февраля 1937 года приговор был приведён в исполнение. Место расстрела: Москва, Донское кладбище.
Согласно справке с грифом "совершенно секретно" председателя КГБ И.А. Серова от 29.06.1956 К. Радек и Г. Сокольников, приговоренные к 10 годам заключения, "после осуждения среди своих сокамерников стали утверждать о своей невиновности и о инсценировании всего процесса. Несомненно, что это и привело к тому, что в мае 1939 года было принято решение о их «ликвидации». Имеющиеся в архиве КГБ документальные данные свидетельствуют о том, что убийство Радека и Сокольникова проводилось под руководством Берия и Кобулова в соответствии со специально разработанным планом".
Писатель Исаак Бабель, знавший Лившица, отнесся к процессу с недоверием: «И меня хотят уверить, что Лившиц хотел реставрации капитализма в нашей стране! Не было в царской России более бедственного положения, чем положение еврея-чернорабочего. Именно таким был Яков Лившиц, и во время революции его надо было удерживать силой, чтобы он не рубил буржуев направо и налево, без всякого суда. Такова была его ненависть к ним. А сейчас меня хотят уверить, что он хотел реставрации капитализма. Чудовищно!» Недоверие высказывал и командарм И. Якир, которого особенно поразил последний крик Лившица перед расстрелом: «За что!?».
С другой стороны, И. С. Сталин в одном из своих выступлений настаивал на виновности Лившица: «Лившиц был рабочим, малограмотным рабочим, а оказался — шпионом… Вы помните показания Радека, вы помните показания Лившица, вы помните показания Сокольникова — давал информацию. Это и есть шпионаж». В марте 1937 г. Е.Г.Евдокимов дал характеристику Лившицу на пленуме ЦК: "я считал, что эта фигура гнуться не может, что она может сломаться. (Ворошилов. Правильно.)". В 1939 г. показания о сотрудничестве с Я.А.Лившицем в троцкистской организации были получены от зам.наркома НКВД М.П.Фриновского.
Лившиц был посмертно реабилитирован 13 июня 1988 года. В 2015 г. Украинским институтом национальной памяти включен в «Список осіб, які підпадають під закон про декомунізацію».

## Репрессии членов семьи

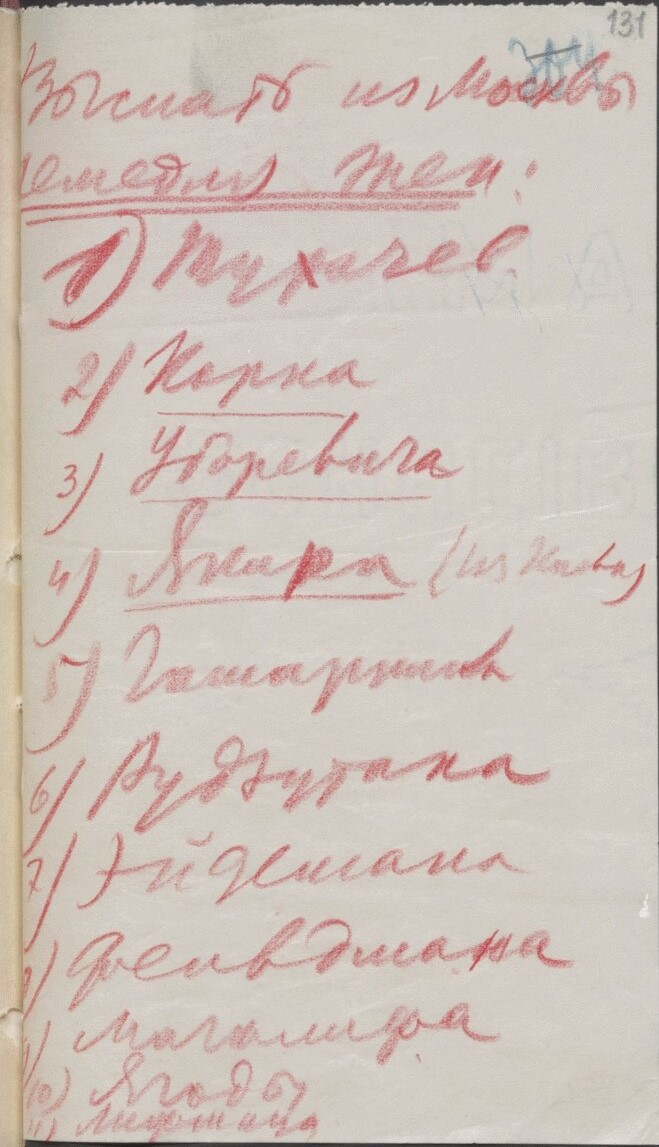
Записка Сталина с приказом о высылке жен репрессированных руководителей

Жена — Мария Николаевна Троицкая.  1 февраля председатель КПК Шкирятов направил Л.М.Кагановичу записку и документы о восстановлении М.Н.Троицкой-Лившиц в партии и на работе, а Г.Я.Троицкой-Лившиц в ВЛКСМ. Но уже 3 февраля Шкирятов направил Кагановичу протокол допроса в НКВД Фрумкиной, в котором утверждалось, что М.Н.Троицкая знала о подготовке покушения на И.В.Сталина. Отправлена в ссылку по прямому приказу Сталина. Находилась в заключении в 1937—1945 гг. (Темниковский ИТЛ), как член семьи изменника Родины. Реабилитирована в 1956 г.

Яков Лившиц и Мария Троицкая

Сестра — Хиня Абрамовна Лившиц. Дважды находилась в заключении — в 1937—1945 гг. и с 1949 г.
Дочери — Галина Яковлевна Троицкая (1922—2001) и Марина Яковлевна Платонова (Троицкая) (1931-2020). Галина Троицкая исключена из комсомола в 1937 г. Отправлены в детский дом в 1937 г. Переданы бабушке Елизавете Филипповне Троицкой в 1938 г.